# Evangelische Stadtkirche Tecklenburg

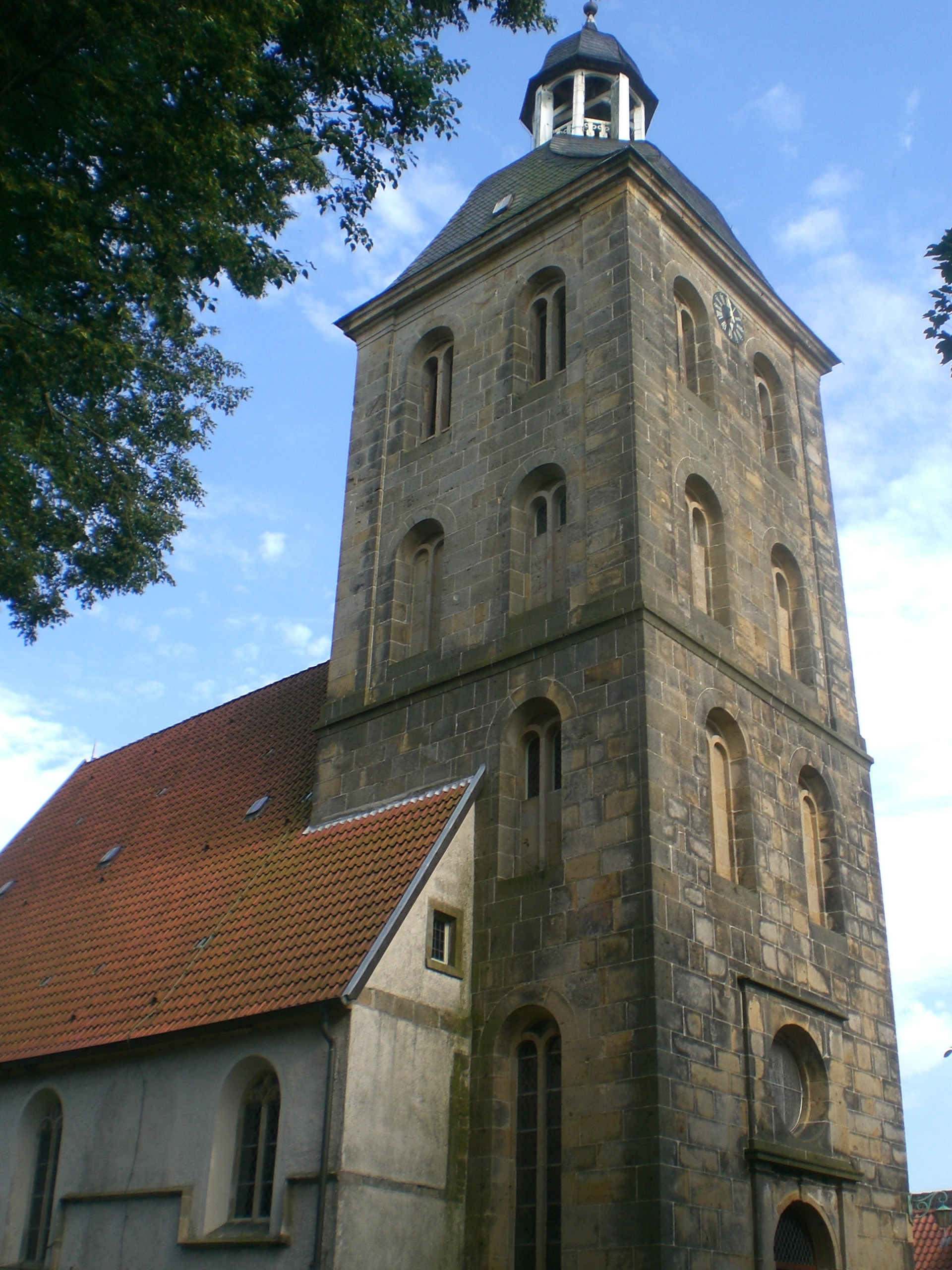
Stadtkirche

Die evangelische Stadtkirche ist ein denkmalgeschütztes Kirchengebäude in Tecklenburg, einer Stadt im Kreis Steinfurt in Nordrhein-Westfalen. Sie steht auf dem kahlen Berg, der sich oberhalb des alten Jakobusweges befindet, dieser diente früher als Pilger- und Handelsweg über einen Pass des Teutoburger Waldes. Das Kirchengebäude ist der erste nachreformatorische Bau im Kirchenkreis Tecklenburg und ist von besonderem historischen Wert. Die Gemeinde bekennt sich seit 1527 zum evangelischen und seit 1587 zum reformierten Bekenntnis (Heidelberger Katechismus). Sie umfasst durch Vereinigung im Jahr 2008, die Gemeinden Tecklenburg Brochterbeck, Ledde und Leeden.

## Geschichte und Architektur

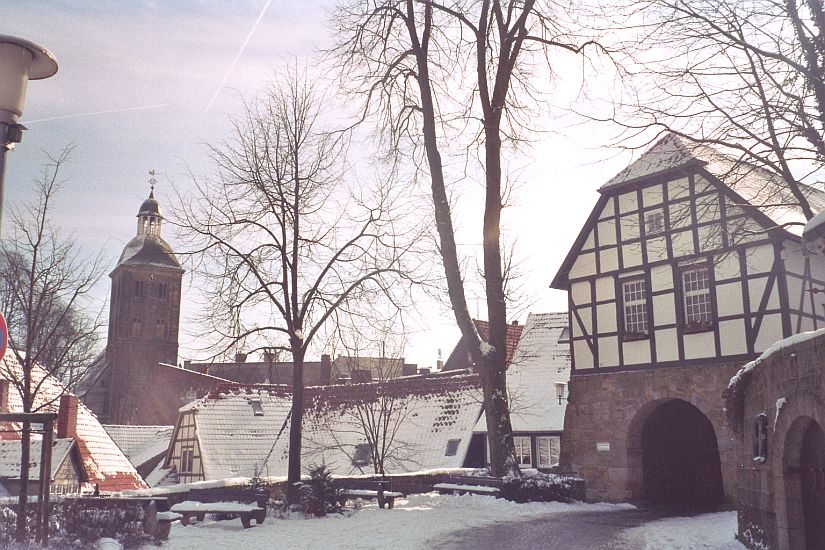
Ansicht in der örtlichen Umgebung

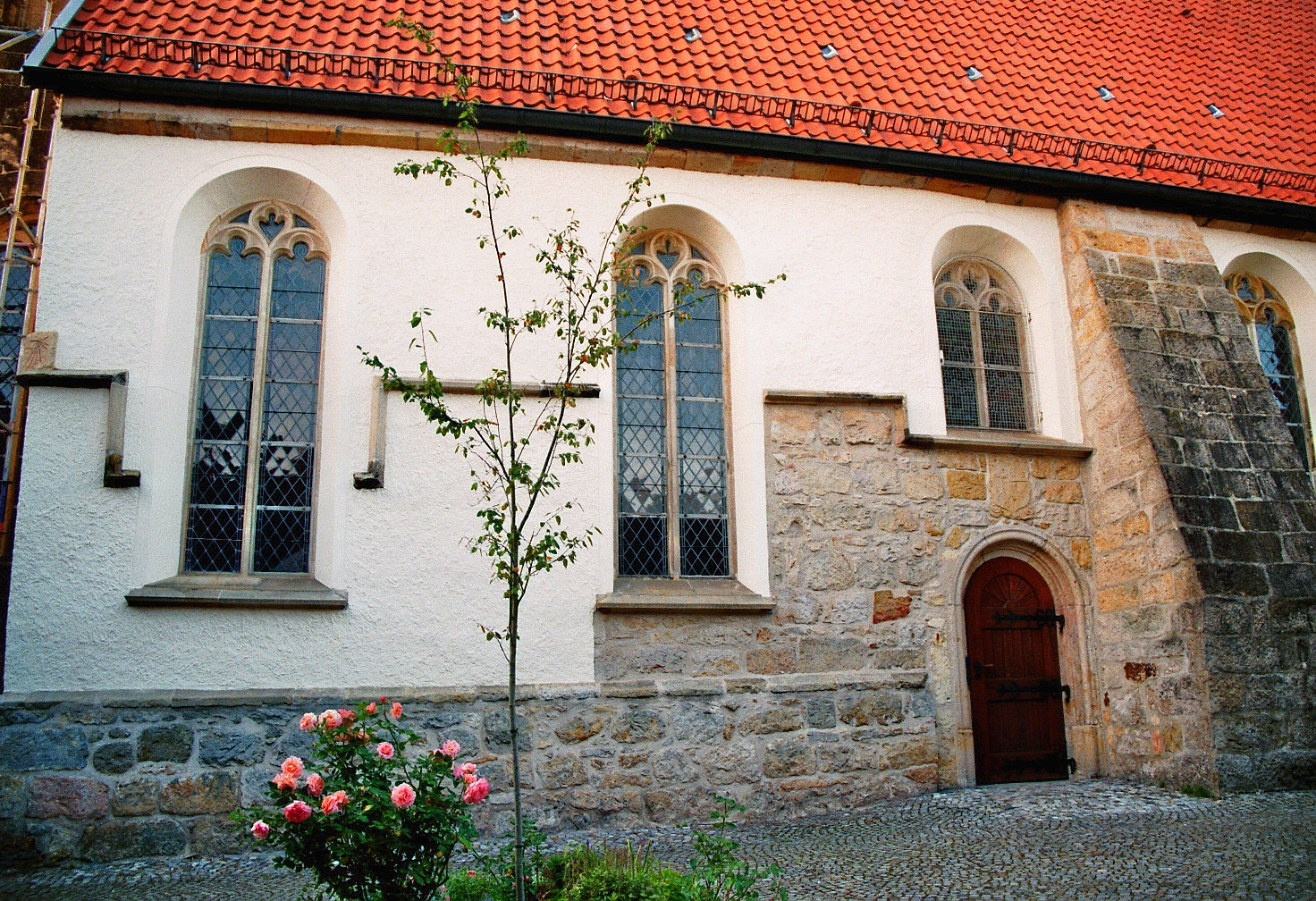
Seitenansicht des Schiffes mit Seitenportal

Die Pfarrgründung erfolgte zwischen 1271 und 1326. Eine erste urkundliche Erwähnung einer Kapelle auf dem Schlossberg in Tecklenburg erfolgte 1320. Hierbei handelte es sich vermutlich um einen Teil des Schlosses, der dann zur Schlosskapelle umgenutzt wurde. In einem Buch von 1672 erwähnt ein Gerhard Rampius eine Schlosskirche, die nach seinem Bekunden 1176 eingeweiht wurde. August Karl Holsche erwähnt für die Zeit nach der Reformation keine Kirche mehr auf dem Schlossberg. Vermutlich wurde die ehemalige Schlosskirche nach der Reformation nicht mehr als solche genutzt und dann wieder für profane Zwecke verwendet. Eine Schlosskirche wurde erst wieder 1747 urkundlich erwähnt. Nach 1707 wurde erwähnt, dass die neugegründete lutherische Gemeinde Gottesdienste in der Schlosskirche abhielt. Die Kapelle wurde demzufolge nach 1707 wieder eingerichtet. Sie verfiel und wurde zusammen mit der Burg- und Schlossanlage abgebrochen. Die Glocke wurde der Stiftskirche in Leeden übergeben.
Eine zweite, dem St. Georgii geweihte Kapelle war im 14. Jahrhundert vor der Stadtmauer vorhanden. Sie stand im heutigen Mittelpunkt der Ortschaft. Das Gebäude der jetzigen Stadtkirche ist eine gedrungene, gotisierende Saalkirche mit gewölbtem fünfseitigen Chor. Auf der Südseite ist der Bau über der sogenannten Brauttür mit 1566 bezeichnet. Darüber ist das Brautfenster mit Darstellungen zum christlichen Eheverständnis zu sehen. Das Schiff wurde in diesem Jahr an den schon vorhandenen Chor der Vorgängerkirche angefügt. Die hölzerne Muldendecke mit Rippen im Schiff wird von einer schlanken Mittelsäule getragen. Der Westturm ist zur Hälfte eingezogen und mit einer Laterne bekrönt. Er stammt vom Anfang des 18. Jahrhunderts.

### Chor

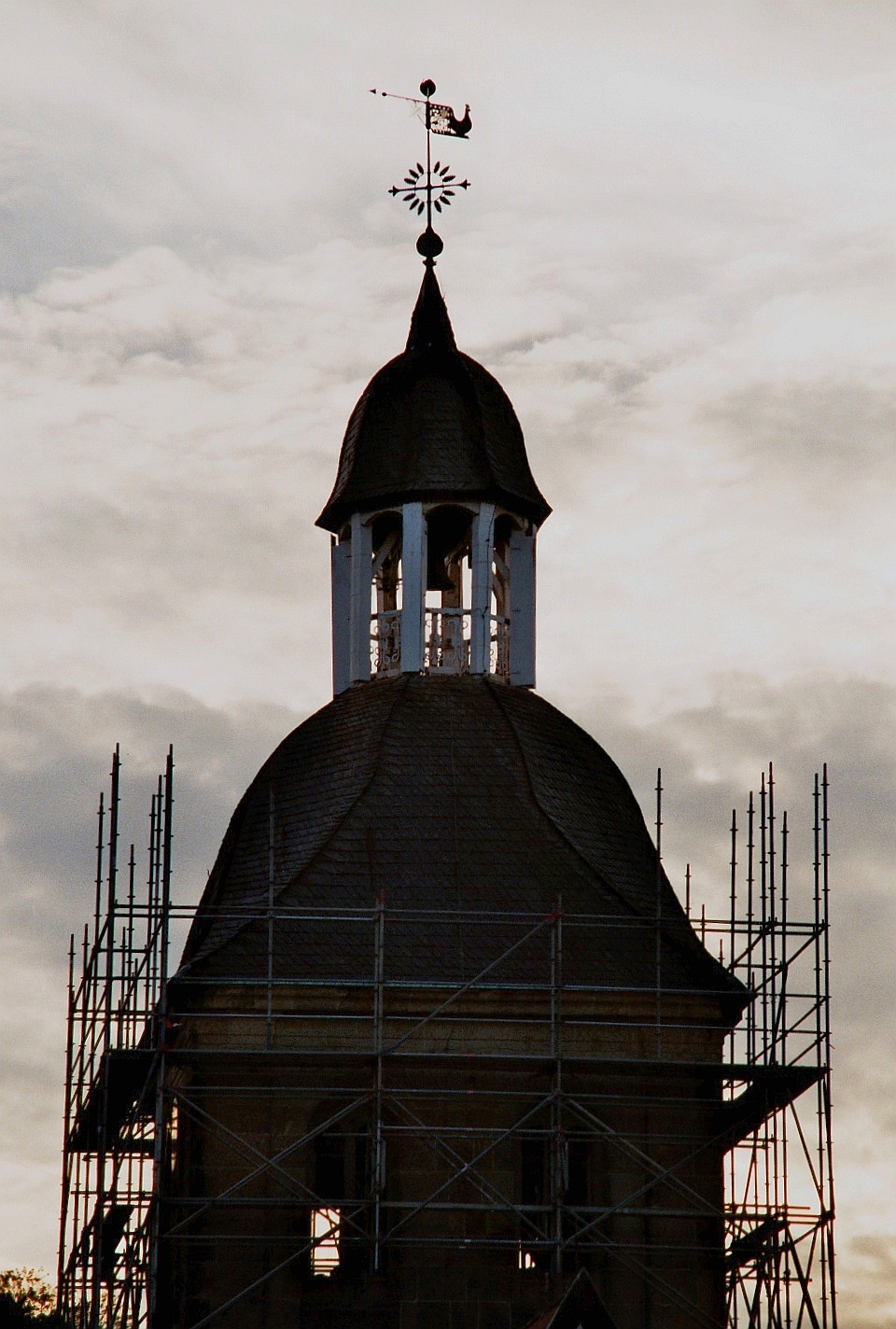
Eingerüsteter Turm, Zustand von 2012

Der kreuzrippengewölbte Chor, ist der älteste Gebäudeteil. Die Gewölbe wurden 1562 eingezogen. Dies ist durch den Schlussstein mit der Bezeichnung 1562 belegt. Die Gliederung der Fenster ist deckungsgleich mit dem fünfgeteilten Gewölbe, die Rundfenster wurden 1562 eingebaut. Diese waren ursprünglich einfach verglast und wurden 1888 gegen Buntglasfenster ausgetauscht, die von der Freifrau von Diepenbroick Grüter gestiftet wurden. Das mittlere Fenster zeigt ein Christusbild. Graf Mauritz ließ von 1651 bis 1652 eine Orgel in die Chorrückwand einbauen, die 1820 in den Turm umgesetzt wurde. Bis zur Mitte des 19. Jahrhunderts stand im Chor eine Bibliothek, die Herr Dietrich Rump und H. Wilhelm Snetlage, treufleißige Prediger zu Teklenburg Anno 1585 erstlich zu colligiren und zu stiften angefangen haben. Seit 1562 ist der Chor weitgehend unverändert geblieben, es wurden seitdem wohl keine großen baulichen Veränderungen vorgenommen. Weihnachten 1587 wurden die Bilder und Altäre aus vorreformatorischer Zeit entfernt; das Chorgestühl wurde 1890 eingebaut. Der Fußboden ist mit Sandsteinplatte belegt. Darunter liegt die Gruft der Grafen von Tecklenburg, sie ist verschüttet. Andere weltliche und kirchliche Würdenträger wurden unter dem Schiff bestattet, eine genaue Anordnung der Gräber und Personen ist nicht überliefert.

### Kirchenschiff
Ursprünglich war im Innenraum eine flache Balkendecke eingezogen. Nachdem in der Zeit von 1738 bis 1739 aus dem Schiff die Rückwand herausgebrochen wurde, um eine Verbindung mit dem Turm zu schaffen, wurde ein Holztonnengewölbe eingezogen, es ruht auf der Mittelsäule aus dem Stamm einer Eiche. Das Gewölbe ist mit dem Turmgewölbe in der Höhe abgestimmt. Gleichzeitig wurde an der Westseite eine neue Empore aufgebaut. Um 1820 wurden nachträglich einige Fenster verlängert. Das Gestühl und die Empore wurden von 1883 bis 1884 erneuert. Das neue Gestühl wurde nach Plänen des Architekten H. Meyer aus Osnabrück angefertigt. Ursprünglich sollten die Bänke aus Eichenholz angefertigt werden, dann jedoch wurde aus Kostengründen auf Tannenholz umentschieden. Die Empore an der Nordseite wurde 1907 gebaut, um für die Schüler der Präparande Platz zu schaffen. Das Gestühl, die Emporen und die Gewölbe wurden braun angestrichen. Die gusseisernen Säulen für die Emporen lieferte die Firma Bruck und Kretschel aus Osnabrück, diese Säulen wurden später mit Holz verschalt. 1913 erhielt der Kunstmaler Gustav Wittschas aus Düsseldorf den Auftrag, die Kirche neu auszumalen. Wittschas tauchte den Innenraum überschwänglich in Farben auf weißem Grund. Seine Absicht war, wie er sagte, „die Kirche in die Farben des Tecklenburger Landes zu tauchen“. Diese Arbeiten wurden durch den Ersten Weltkrieg unterbrochen und erst danach beendet. Die Firma Siemens-Schuckert baute 1929 eine elektrische Heizung ein, bei der die Heizkörper in den Fußbrettern der Bänke und in die Fensterbänke integriert wurden So waren keine architektonischen Veränderungen am Gebäude notwendig und es wurde das Hereinströmen von Kaltluft durch die Fenster verhindert. Davor wurde das Gebäude durch einen Blockofen geheizt, der nordöstlichen Ecke stand. Nach dem Zweiten Weltkrieg war der Zustand des Gebäudes schlecht, notwendige Reparaturen waren nicht durchgeführt worden. Die Ausmalung war durch Abblätterung und Verblassen schadhaft geworden. Es wurden einige zaghafte Restaurierungen durchgeführt, allerdings wurde erst 1953 eine umfassende Renovierung in Angriff genommen. In den 1970er Jahren wurden die hölzernen Einrichtungsteile graublau gefasst. Gleichzeitig wurden einige Grabsteine vom Boden der Kirche aufgenommen und an die Wände gehängt. An der Nordseite wurde 1990 ein Gebäude, das Sakristei und Küche beinhaltet, errichtet. Das Gestühl und die Ausmalung wurden im Laufe der Zeit mehrfach verändert, die Kirche präsentiert sich heute in dem Zustand nach der Renovierung von 1972 bis 1976.

### Turm
Auf dem Gebäude saß ursprünglich ein Dachreiter mit einer kleinen Glocke. Für eine Übergangszeit wurde 1642 neben der Kirche ein Holzturm für das Hauptgeläut errichtet. Von 1710 bis 1718 wurde der massive barocke Turm errichtet, er ist ein ortsbildprägendes Wahrzeichen für Tecklenburg. Im Turm hängen die Glocken von 1642, im Helm des Turmes befindet sich eine Schlagglocke, die 1710 vom Kloster Osterberg übernommen wurde.

## Ausstattung

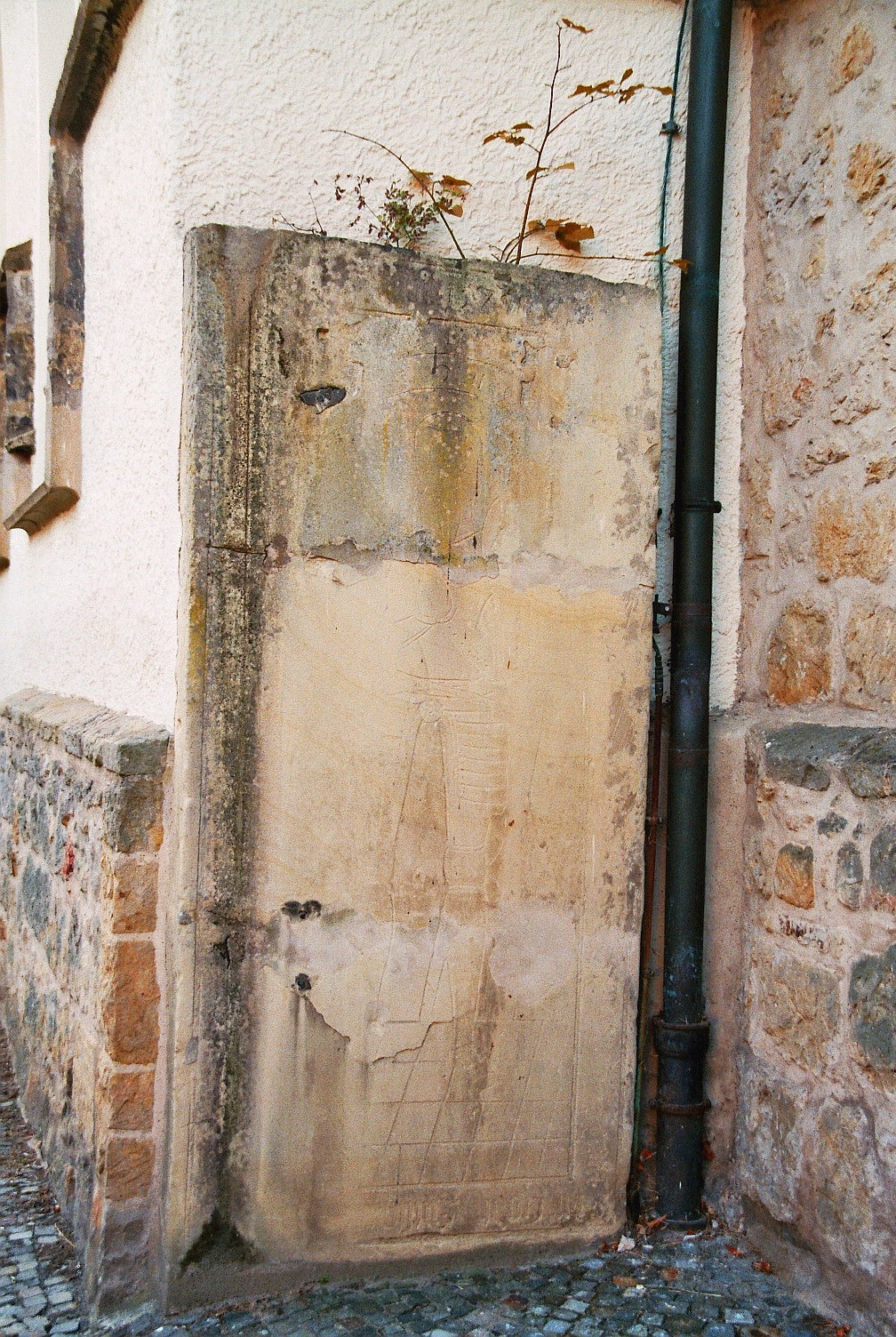
Grabplatte im Außenbereich

- Der Altartisch aus Stein wurde 1955 angeschafft, er ersetzte den schweren Altar, aus mit Damast umkleideten Holz, der wahrscheinlich schon seit 1587/88 als Abendmahltisch diente. Der hölzerne Altar wurde in den alten Lagerbüchern einige Male erwähnt, weil er erneuert werden musste. Im Laufe der Zeit stifteten Gemeindemitglieder neue Damasttücher.[12]
- Der klassizistische Taufstein in Pokalform wurde 1843 von den Familien Meese und Beremeier gestiftet.[12][18]
- Die drei Kronleuchter stammen aus dem 18. Jahrhundert, darunter einer mit Wappen und Inschrift.[18][19] Stifter waren der Pfarrer Bernhardus Schramm und seine Gattin.[20]
- Der Rittergutsbesitzer Rudolf von Grüter auf Haus Marck stiftete 1873 für die Gefallenen Überhörst, Kramer und Budke, eine Votivtafel. Sie wurde an der Südseite des Chores eingelassen.[12]
- In die Südseite des Gebäudes ist die Deckplatte der Tumba des Grafen Konrad von Tecklenburg eingelassen. Sie ist mit einer lebensgroßen Figur des Verstorbenen versehen. Konrad führte 1527 die Reformation in der Grafschaft Tecklenburg ein, er starb 1557.[21]
- In der Kirche befindet sich ein Steinepitaph mit der knienden Gestalt der Gräfin Mechtildis von Tecklenburg.[22] Die Figur des Grafen lag von 1907 bis 1955 auf einem etwa einen Meter hohen gemauerten Sockel, vor dem Altartisch.[12]
- Im Deutsch-Französischen Krieg fiel 1871 der General von Grüter. Mit Genehmigung des Presbyteriums und auf Kosten des Schwiegervaters des Generals, wurde 1872 eine Votivtafel an der Nordseite des Chores angebracht.[12]
- Zwei Gedenktafeln mit den Namen der Gefallenen wurden nach dem Ersten Weltkrieg, rechts und links neben dem Christusfenster, im Chorbereich angebracht. 1955 wurden alle im Chorbereich vorhandenen Kriegergedenktafeln zusammengefasst und daraus wurde in der Eingangshalle im Turm eine Gedenkstätte für die Gefallenen der Kriege eingerichtet.[12]
- Die Kanzel ist als Ort der Wortverkündung eines der wichtigen Stücke der Ausstattung. Sie wurde 1740 eingebaut.[23] Neben der Kanzel hängt in einer Nische ein 1973 aus alten Eichenbalken des Dachstuhles angefertigten Kreuzes mit der Inschrift Soli deo gloria et honor (Gott allein sei Ruhm und Ehre).[24]
- In der Kirche wurde eine Gedenktafel für Johann Weyer, auch Wier, angebracht. Weyer wandte sich in kritischen Schriften gegen die Hexenverfolgungen. Er starb 1588 und wurde wahrscheinlich in der Stadtkirche beerdigt.[25]
- Die Kirche besitzt einen Opferstock, der wohl aus dem 17. Jahrhundert stammt und mit einem Eisenbeschlag fest in der Kirchenmauer verbunden ist, er wird bis heute benutzt.[26]
- Über schmale Treppen ist zu besonderen Gelegenheiten das Uhrwerk von 1926 zu erreichen, das zwei Mal wöchentlich von Hand aufgezogen wird (zusammen 680 Kurbelumdrehungen). Durch das Uhrwerk werden auch die Glocken für den Stundenschlag und Viertelschlag mit einem Hammer angeschlagen.[27]
- Die gemalten Totenschilde aus Holz wurden in der Zeit vom 16. bis zum 18. Jahrhundert angefertigt.[28]

### Orgel
Die Orgel wurde von 1963 von dem Orgelbauer Alfred Führer (Wilhelmshaven) erbaut. Das Instrument hat 18 Register auf zwei Manualen und Pedal. Zwei Register wurden aus der Vorgängerorgel von 1892 (Rohlfing, Osnabrück) übernommen.
| I Hauptwerk C– |             |    |
| 1.             | Prinzipal   | 8′ |
| 2.             | Rohrflöte   | 8′ |
| 3.             | Oktav       | 4′ |
| 4.             | Gemshorn    | 4′ |
| 5.             | Waldflöte   | 2′ |
| 6.             | Mixtur IV–V |    |

| II Rückpositiv C– |            |       |
| 7.                | Gedackt    | 8′    |
| 8.                | Krummhorn  | 8′    |
| 9.                | Rohrflöte  | 4′    |
| 10.               | Prinzipal  | 2′    |
| 11.               | Nasard     | 1 ⁄3′ |
| 12.               | Zimbel III |       |

| Pedal C– |                 |     |
| 13.      | Subbaß          | 16′ |
| 14.      | Prinzipal       | 8′  |
| 15.      | Nachthorn       | 4′  |
| 16.      | Rauschpfeife IV |     |
| 17.      | Fagott          | 16′ |
| 18.      | Trompete        | 8′  |

- Koppeln: II/I, I/P, II/P

## Alter Friedhof
Der alte Friedhof liegt nördlich der Kirche. Er wurde über mehrere Jahrhunderte für Beisetzungen benutzt. Heute dient der als Platz für Urnenbestattungen.